# Pavel Vohnout
Pavel Vohnout (* 13. února 1963 Československo) je český herec a zpěvák vystupující pod přezdívkou Kyklop. Je znám svou mohutnou postavou (170 kg). Vystupoval jako zpěvák kapely Maxim Turbulenc a je jejím zakládajícím členem. Výrazně zhubnul. Ke svým 50. narozeninám si nadělil svou sólovou a čistě rockovou desku s názvem Prostě Já. Na podzim roku 2015 po rozpadu původních členů Maxim Turbulenc zakládá novou skupinu MAXÍCI, kam se vrací Petr Panocha a dalším členem kapely se stává Přemek Stoklasa Šemík. Skupina Maxíci vydala v roce 2016 své první autorské CD s názvem Baby Pop.